# خطوط ارتباط شمالی
خطوط ارتباط شمالی (به انگلیسی:‌ northbound interface)، برای یک مؤلفه در شبکه‌های کامپیوتری و معماری رایانه رابطی است که به آن مؤلفه اجازه می‌دهد با یک مؤلفه در سطح بالاتر، با استفاده از رابط جنوبی (به انگلیسی:‌ southbound interface) آن مؤلفه ارتباط برقرار کند. رابط شمالی جزئیات سطح پایین (مانند داده‌ها یا توابع) مورد استفاده یا موجود در مؤلفه را مفهوم‌سازی می‌کند و به مؤلفه این امکان را می‌دهد که با لایه‌های بالاتر ارتباط برقرار کند.
در نمای کلی معماری کامپیوتر، معمولاً رابط شمالی در بالای مؤلفه‌ای که در آن تعریف شده است رسم می‌شود؛ به همین دلیل به آن رابط شمالی گفته می‌شود. یک رابط جنوبی مفاهیم را در جزئیات فنی تجزیه و تحلیل می‌کند که عمدتاً به یک مؤلفه خاص از معماری مربوط می‌شود. رابط‌های جنوبی در پایین نمای کلی معماری رسم می‌شوند.

## استفاده
رابط شمالی معمولاً یک رابط فقط خروجی است (برخلاف رابط‌هایی که ورودی کاربر را می‌پذیرند) و در عناصر شبکه‌های مخابراتی و شبکه‌های با کیفیت بالا (carrier-grade) یافت می‌شود. زبان‌ها یا پروتکل‌های رایج مورد استفاده شامل پروتکل آسان مدیریت شبکه و زبان تراکنش ۱ (TL1) هستند. برای مثال، گفته می‌شود که یک دستگاه که قادر به ارسال پیام‌های syslog است اما توسط کاربر قابل تنظیم نیست، یک رابط شمالی را پیاده‌سازی کرده است. مثال‌های دیگر شامل SMASH، IPMI، WSMAN و SOAP هستند.
این اصطلاح همچنین برای شبکه‌های نرم‌افزارمحور (SDN) اهمیت دارد، زیرا ارتباط بین دستگاه‌های فیزیکی، شبکه‌های نرم‌افزارمحور  و برنامه‌هایی که بر روی شبکه اجرا می‌شوند را تسهیل می‌کند.